# Svatopluk II.

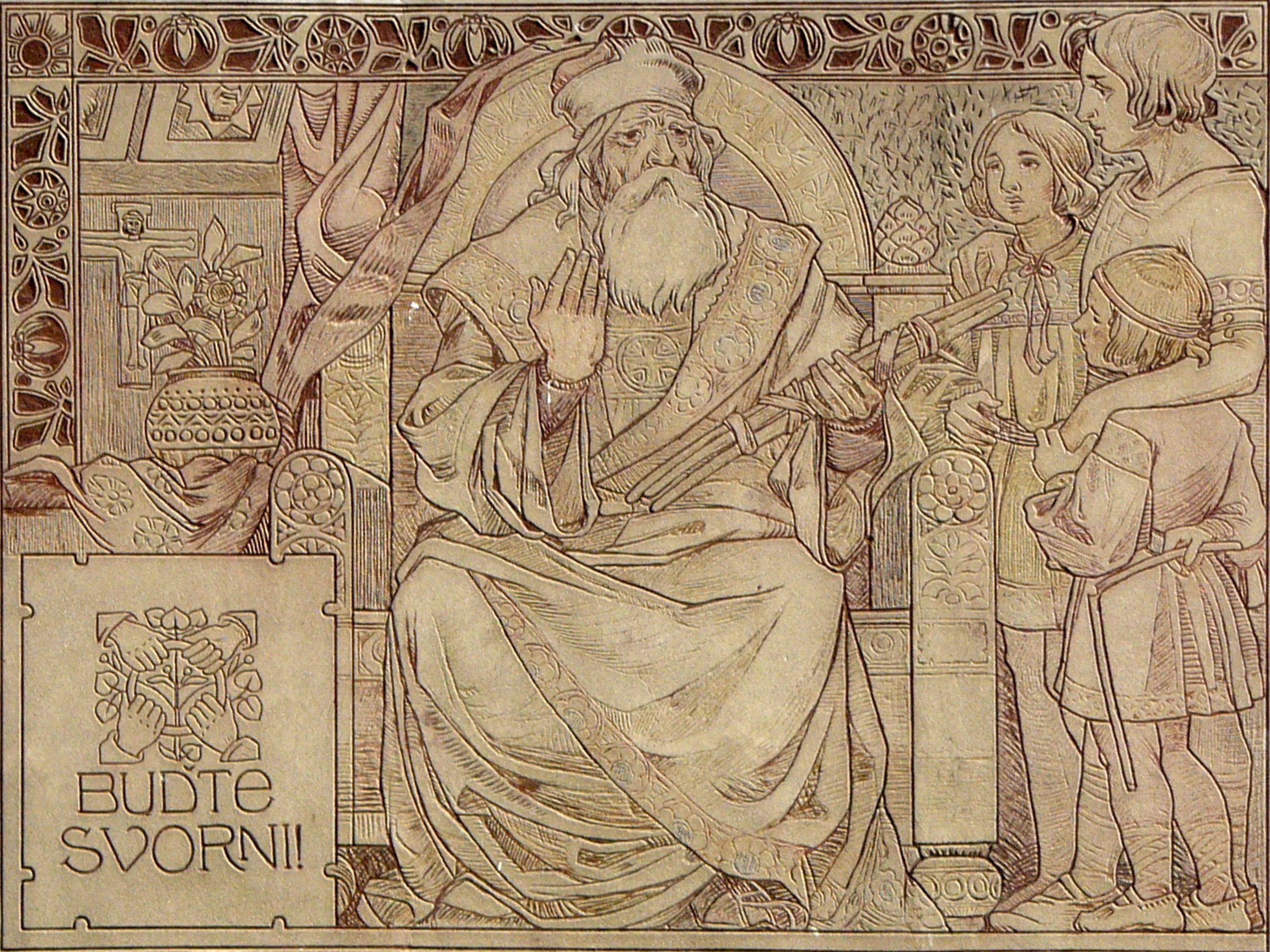
Svatopluk II. wird mit seinen Brüdern Mojmír II. und Predslav von Vater Svatopluk I. zur Einigkeit aufgerufen

Svatopluk II. (* ca. 884; † nach 899) aus der mährischen Herrscherdynastie der Mojmiriden, war von 894 bis 899 entweder Mitregent oder Teilfürst von Mähren.

## Leben
Svatopluk II.  war der jüngere Sohn von Knes Svatopluk I. Sein älterer Bruder Mojmir II. und er schlossen im Jahr 894 Frieden mit dem ostfränkischen König Arnulf. Bald entzweiten sich die Brüder und ein jeder versuchte die Herrschaft an sich zu reißen. Sie äußerten wechselseitig Mordabsichten.
Die Streitigkeiten erreichten ihren Höhenpunkt im Winter 898/899. Zu dieser Zeit plünderten auch die Bayern Großmähren. Nach dem Abzug der Bayern wurde der von diesen unterstützte Svatopluk II. von Mojmir II. in einer unbekannten Burg umzingelt. Die Bayern kehrten zurück, befreiten Svatopluk II. und nahmen ihn mit. Sein weiteres Schicksal ist unklar, er scheint jedoch 901 in sein Fürstentum zurückgekehrt zu sein und starb dann wohl 906 im Zuge der Kämpfe mit den Magyaren (Ungarn).
Im Zusammenhang mit den Kämpfen gegen die Magyaren wird Svatopluk II. oft mit Svatopluk I. verwechselt.